# Норма реакції
Норма реакції — амплітуди адаптації, що визначають межі мінливості організму, яка виникає під дією факторів середовища і контрольована його генотипом. Мінливість ознаки може бути дуже велика, але вона ніколи не виходить за межі норми реакції.
Норма реакції проявляється крайніми позитивними або негативними модифікаціями (перебудовою), наявністю або відсутністю якісної ознаки і залежить від багатьох факторів: рівня організації виду, жорсткості генетичного закріплення ознаки, різноманітності зовнішніх умов, з якими вид постійно контактує (обмінюється речовиною і енергією).
Більшість модифікацій, що виникають в межах норми реакції, мають адаптивне значення, вони відповідають змінам середовища проживання і забезпечують кращу виживаність особин виду в коливних умовах зовнішнього середовища. У цьому сенсі вони мають еволюційне значення. Норма реакції властива всім живим організмам (видоспецифічна).

## Норма реакції в генетиці
В генетиці — це межі, в яких в залежності від умов зовнішнього середовища може змінюватися фенотипічний прояв окремих генів або генотипу в цілому. Термін введений в 1909 В. Іогансеном. Прикладами змін фенотипічного прояву генів можуть служити модифікації. Так, у китайської примули забарвлення квіток варіює від білої (при температурі 30 °С) до рожевої (при 20 °С); у метеликів траурниць, що розвиваються влітку (при високих температурах), біла облямівка на крилах чітко окреслена, а у тих, що розвиваються навесні (при знижених температурах), вона розмита. Зміни фенотипу в межах зумовленої генотипом норми реакції можуть виникати у відповідь на будь-які коливання умов середовища, в якому протікає розвиток організму. Такі зміни часто глибоко змінюють фенотип, але не зачіпають генотип, так як вони оборотні: при поверненні вихідних умов середовища організм або в тому ж поколінні (засмага людини, густота шерсті ссавців, забарвлення квіток примули), або в наступному (забарвлення крил траурниці, число стебел у однієї рослини пшениці), а іноді і в ряду поколінь (т. зв. тривалої модифікації) повертається до початкового стану, втрачаючи ознаки, що виникли при зміні умов проживання. Іншим доказом того, що зміни в межах норми реакції відбуваються без змін генотипу, служить їх наявність і в чистих лініях, тобто генотипічно однорідному матеріалі. Більш-менш широка норма реакції виробляється в процесі природного відбору; вона властива всім організмам, забезпечуючи їх виживання при зрушеннях умов проживання. Таким чином, генотип визначає не жорстку комбінацію строго детермінованих ознак фенотипу, а саме норму реакції організму при його формуванні та розвитку.

## Норма реакції у фізіології
У фізіології поняттям «норма реакції» позначають ряд характерних реакцій, проте у всіх цих випадках йому не надають значення терміна.